# Debela peč
Il monte Debela peč (in sloveno Debela peč) è una montagna delle Alpi Giulie in Slovenia. La sua vetta si trova a 2.014 sul livello del mare. 

## Descrizione
La montagna si trova nell'altopiano Pokljuka e nella valle del Krma. Dalla vetta è possibile osservare un panorama con vista sulle Caravanche e sulle Alpi di Kamnik e della Savinja.